# Eggert Adam Knuth
Eggert Adam greve Knuth (født 19. april 1901 i København, død 26. november 1980) var en dansk diplomat.
Han var søn af kammerherre, greve Henrich Knuth og hustru Elisabeth f. Vind (død 1961), blev student fra Metropolitanskolen 1919 og cand.jur. 1925, var på studieophold ved Oxford University samme år og indtrådt i udenrigstjenesten 1926. Han var tjenstgørende i Danmark og i udlandet bl.a. som legationssekretær i London 1936 (afskediget 1942 og genansat 1945), som kontorchef i Udenrigsministeriet fra 1945, ambassaderåd i London 1951, titel af overordentlig gesandt og befuldmægtiget minister 1952, overordentlig og befuldmægtiget ambassadør i Reykjavik 1956, uden for nr. i udenrigstjenesten 1959-61, overordentlig og befuldmægtiget ambassadør i Bryssel 1961 samt overordentlig gesandt og befuldmægtiget minister i Luxembourg 1961 og ambassadør sammesteds fra 1964. Han var sluttelig overordentlig og befuldmægtiget ambassadør i Rom fra 1967 og i Oslo 1968-71. Han var Kommandør af 1. grad af Dannebrog og Dannebrogsmand mm.
Han blev gift 14. december 1934 med Lily f. Rantzau (dekoreret med Chr. X  Erindringsmedalje), f. 19. juli 1906 på Krengerup på Fyn, datter af kammerherre, lensgreve Jens Christian Rantzau og hustru Fanny f. komtesse Brockenhuus-Schack.